# 에시르-바니르 전쟁

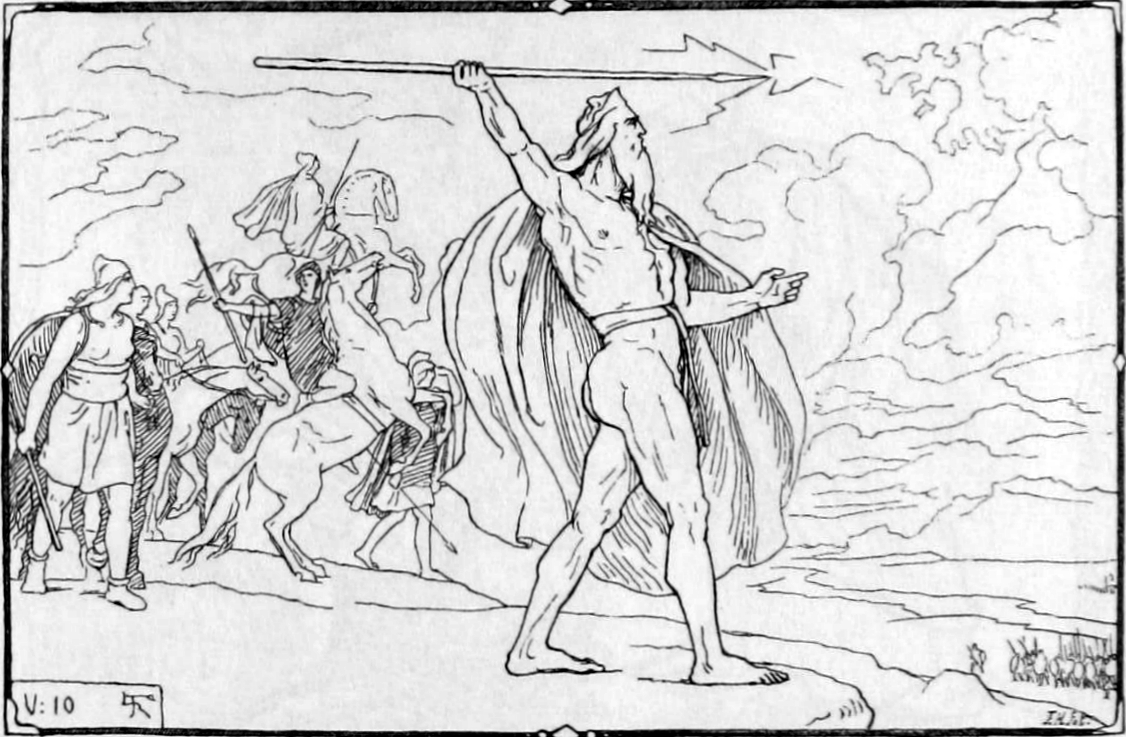
오딘이 바나헤임을 향해, 창을 던지는 장면.

에시르-바니르 전쟁(Æsir–Vanir War)은 아스 신족과 반 신족 사이에서 일어진 북유럽 신화에 나오는 신들의 최초의 전쟁이다. 굴베이그가 인간 세계에 황금을 뿌리는데, 인간들은 황금에만 몰두하게 되고, 일은 하지 않아 인간 세계는 황폐화된다. 이에 아스 신들이 굴베이그에게 쓴 소리를 하는데, 굴베이그는 오히려 프리그와 다른 신들을 모욕하게 된다. 아스 신들은 그녀를 죽이려고도 하지만 실패하고, 이에 굴베이그와 같은 반 신들이 그들을 비판하면서, 오딘이 선전포고 하게 되고, 뇨르드가 이에 응하면서 전쟁이 시작된다.
매우 오랜 기간 진행되어, 인간 세계는 황폐화되었으며, 아스가르드를 둘러싸는 성벽이 파괴되는 등 큰 문제를 낳게 되었다. 신들은 결국 휴전하기로 하고, 볼모를 보내기로 하고 신들의 침을 모아, 크바시르라는 반 신을 만들게 된다. 아스 신들은 우유부단한 신 회니르와 현명한 신 미미르를 보내고, 반 신들은 최고신인 뇨르드와 그의 자녀들인 프레이, 프레이야를 보내기로 하였다. 그러나 반 신들은 회니르가 마음에 들지 않자, 미미르를 죽인 후에 머리만 돌려보낸다.

## 같이 보기
- 티타노마키아
- 하늘의 전쟁
- 데바 (힌두교)
- 톨렌제 싸움터
- 조르주 뒤메질